# Флинтсбах ам Ин
Флинтсбах ам Ин (њем. Flintsbach am Inn) општина је у њемачкој савезној држави Баварска. Једно је од 46 општинских средишта округа Розенхајм. Према процјени из 2010. у општини је живјело 2.941 становника. Посједује регионалну шифру (AGS) 9187131.

## Географски и демографски подаци
Флинтсбах ам Ин се налази у савезној држави Баварска у округу Розенхајм. Општина се налази на надморској висини од 479 метара. Површина општине износи 31,3 km². У самом мјесту је, према процјени из 2010. године, живјело 2.941 становника. Просјечна густина становништва износи 94 становника/km².